# Gerard Leenders
Gerard Leenders  is een Nederlandse onderzoeksjournalist en documentairemaker. 
Na een studie Opbouwwerk aan de Sociale Academie 'De Aemstelhorn' in Amsterdam studeerde Leenders tot 1988 Moderne Geschiedenis aan de Universiteit van Amsterdam.
Nadat hij op de marketingafdeling van de Academische Uitgeverij Amersfoort (Acco) en uitgeverij 'De Tijdstroom' had gewerkt werd hij programmamaker en redacteur bij de VPRO. Bij de VPRO werkte hij als redacteur en programmamaker voor het programma Argos en OVT documentaireserie Het Spoor Terug op radio 1.

## Erkenning
In 2008 werd zijn vierdelige radio-documentaire De opkomst en ondergang van de Boerenpartij genomineerd voor de journalistieke prijs De Tegel. De jury gaf als oordeel dat 'De reeks roept een goed tijdsbeeld op dat door de herleving van het populisme in de politiek actueel is'.
Met Irene Houthuijs en Kees van den Bosch maakte hij in 2010 voor het VPRO-programma Argos De opkomst en ondergang van het Nationaal Historisch Museum in Arnhem. In dit onderzoek spraken ze met de hoofdrolspelers. De met De Tegel bekroonde reconstructie werd verleend in de categorie Achtergrond Radio.

## Prijzen
- De Tegel (2010)